# ズラトウースト

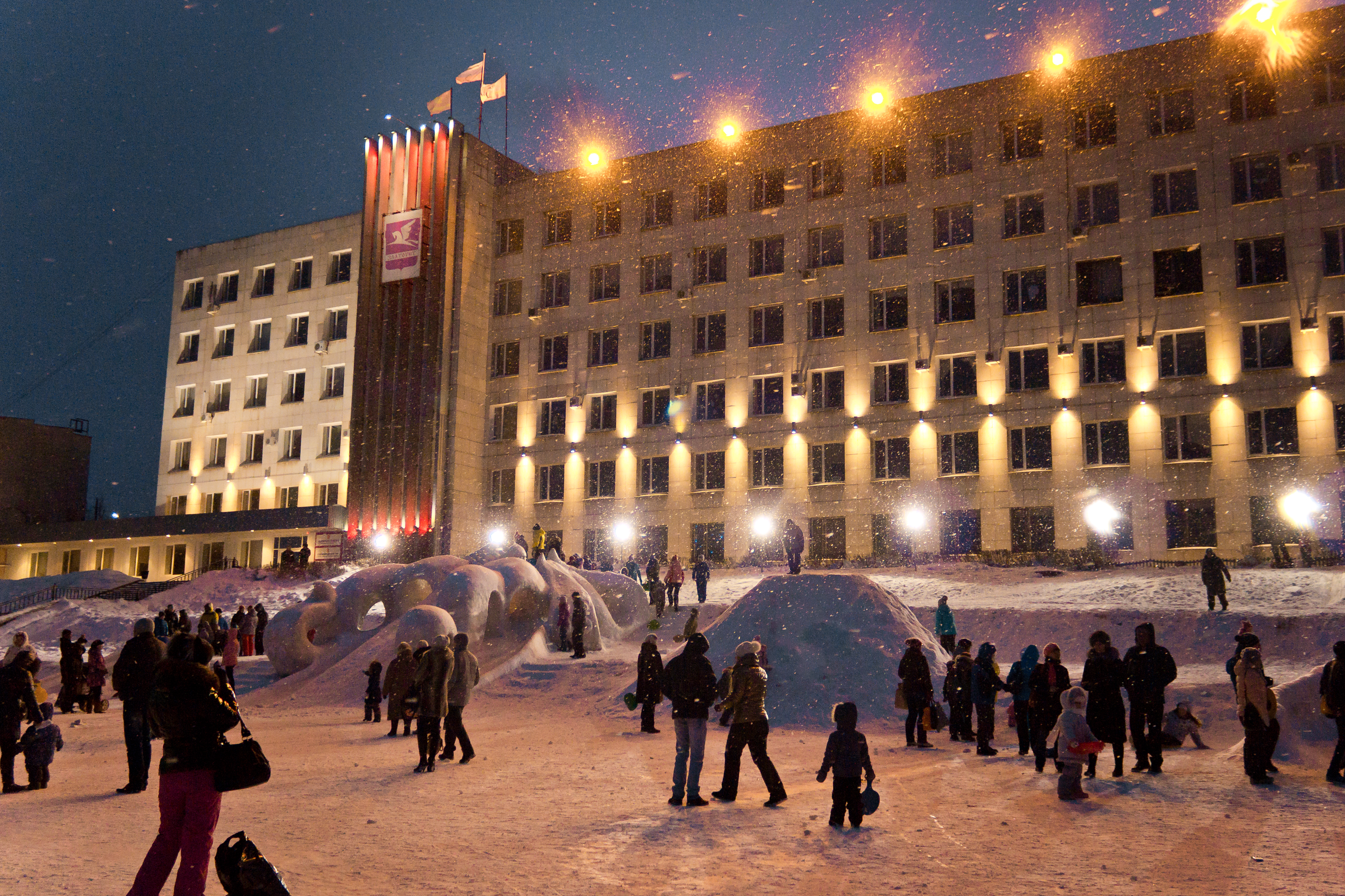
ズラトウースト市

ズラトウースト（ズラトウスト、ロシア語: Златоу́ст, ラテン文字転写: Zlatoust ロシア語発音: [zlətɐˈust]）は、ロシア・南ウラル地方のチェリャビンスク州にある都市。人口は16万1774人（2021年）。
アイ川（Ай）のほとりにあり、水はウファ川、ベラヤ川、カマ川を経てヴォルガ川へ流れる。最寄りの町はクサ（ズラトウーストから北西へ23km）、ミアス（ズラトウーストから南東へ33km）。首都モスクワからは東へ1,750km、州都チェリャビンスクからは西へ110km。
刃物製造などで知られる金属工業都市。ズラトウーストという地名は、聖人である金口イオアン（ヨハネス・クリュソストモス、ロシア語ではイオアン・ズラトウーストと呼ばれる）に由来し、金口イオアンに捧げられた聖堂の近くに集落ができたからとされる。

## 歴史

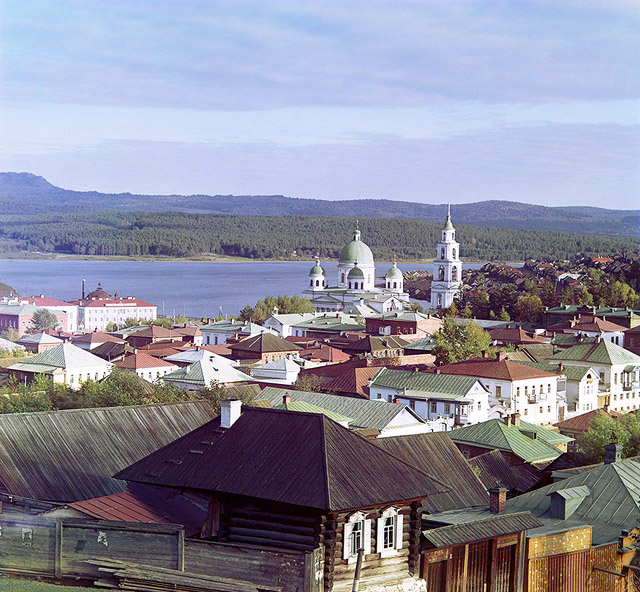
1912年ごろのズラトウースト（セルゲイ・プロクジン＝ゴルスキー撮影）

ズラトウーストはウラル地方の鉱工業開発がすすめられた18世紀に建設された。1754年に鍛冶で有名なトゥーラの町の産業家モソロフ家がこの地に鉄工所を建て、それとともにズラトウーストの集落も造られた。1774年から1776年までの間、鉄工所の労働者たちはプガチョフの乱に参加している。
1815年には、サーベルや剣などを製造する武器工場がズラトウーストに建てられ、ドイツのゾーリンゲンなどから職人が招かれた。ズラトウーストの工場に赴任した軍人パーヴェル・アノソフ（Pavel Anosov）はダマスカス鋼の研究の結果、ブラート（bulat）と呼ばれる一種のるつぼ鋼の製法を編み出し、鋼の剣を作り上げている。また、ズラトウーストは1857年にロシア製の鋼鉄でできた最初の大砲を造った町としても知られる。イヴァン・ブシュイェフ（Ivan Bushuyev）やイヴァン・ボヤルシノフ（Ivan Boyarshinov）といった有名な刀剣職人が浮彫で装飾された刃物を残している。ブシュイェフは浮彫の模様に、翼の生えた空飛ぶ馬を好んだことで知られた。今日、ズラトウースト市の紋章にペガサスがあしらわれているのはこれがもとになっている。
1865年には市の地位を得てウラル南部の中心都市となった。金属工場や兵器工場で大きくなった町では労働者のストも起きたが、1903年にはロシア帝国政府が容赦ないデモ鎮圧を行っている。
ソビエト政府はロシア内戦中の1918年3月にズラトウースト市を掌握した。1918年6月から1919年7月までの間は白軍に占領されていたが、1919年7月13日に赤軍がズラトウーストを占領した。第二次世界大戦時にはヨーロッパ・ロシアからモスクワ第一時計工場など多数の工場がズラトウーストに疎開している。

## 産業・交通

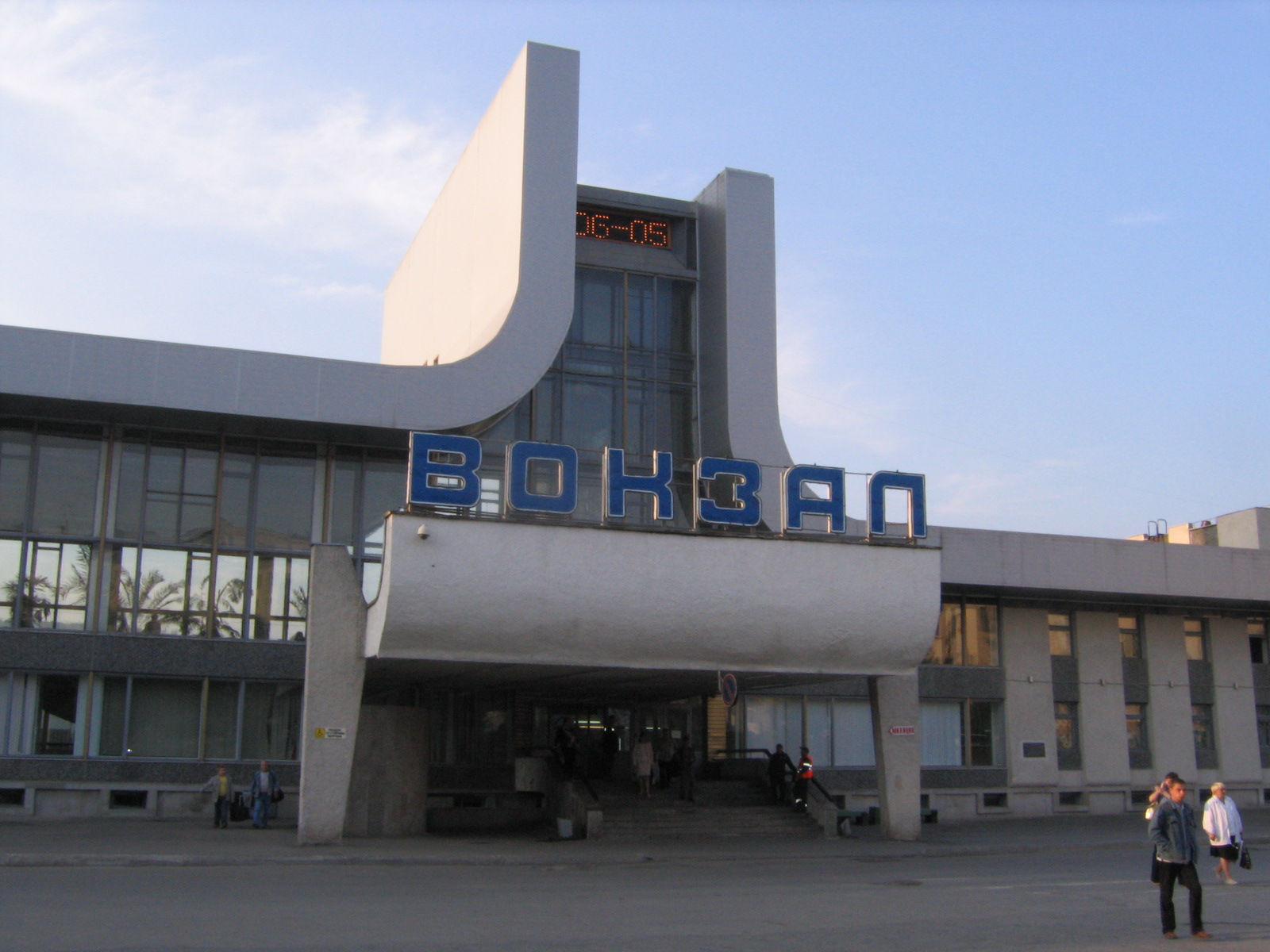
ズラトウースト駅

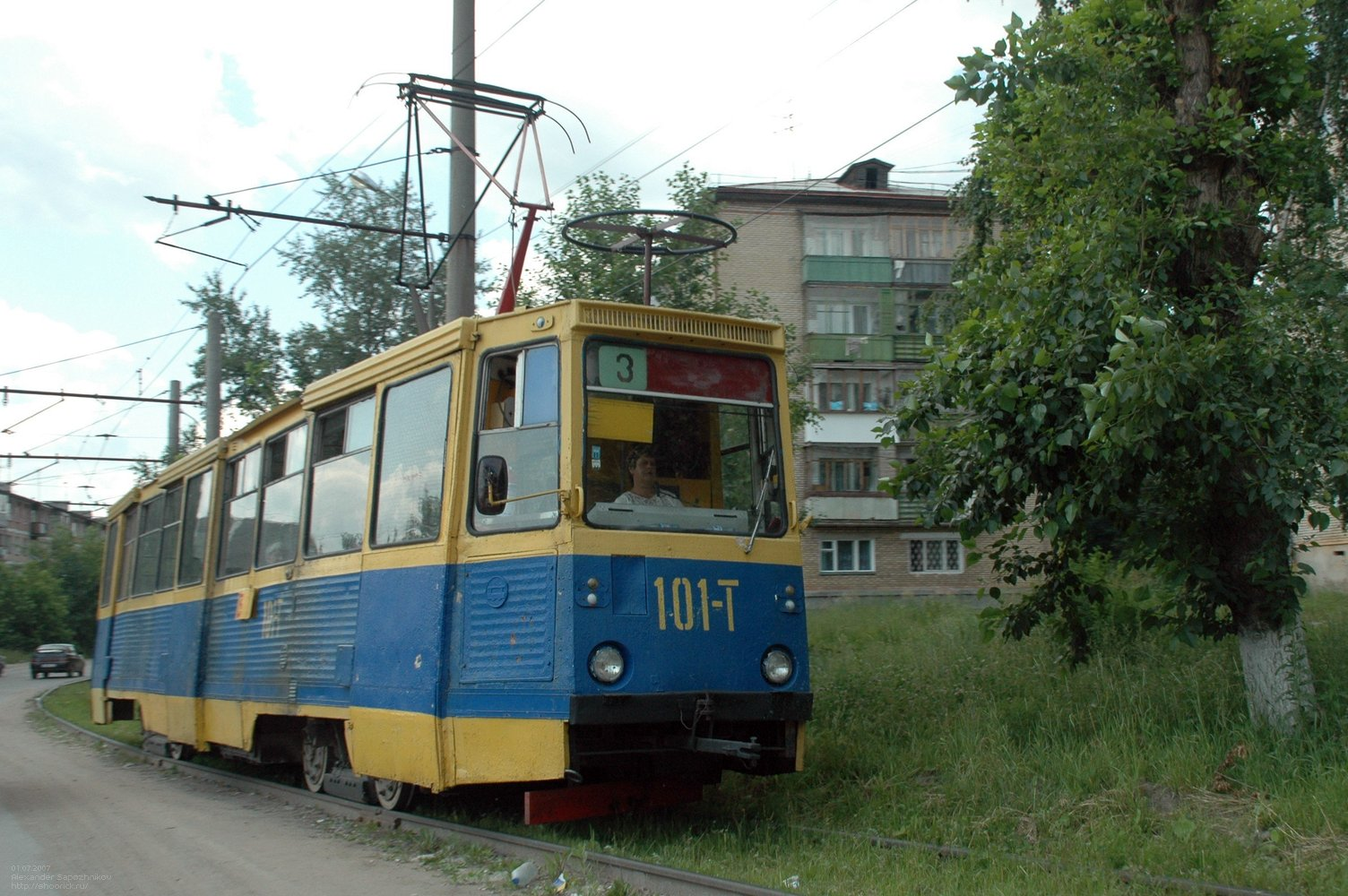
ズラトウースト市電の電車

今日でも、ズラトウーストは南ウラルの冶金工業の中心地である。中でも、1902年に創業したズラトウースト冶金工場と、19世紀初頭にできた伝統ある刀剣工場の建物は市内観光の目玉でもある。また機械工場、包装工場、時計工場などもある。
ソビエト連邦時代のズラトウーストは金属工業・機械工業・部品工業に特化した産業都市となり、一方で食品産業なども形成された。今日、ズラトウーストはロシアの金属工芸やエングレービングの中心地の一つとなっている。伝統的に、こうしたエングレービングはナイフや剣といった武器の上に施されていたが、ソビエト時代には金属板の上に浮彫を施すようになった。1990年代以後は再び武器へのエングレービングが盛んになっている。
ウファとチェリャビンスクを結ぶM5幹線道路が市の南を通過している。またズラトウーストの鉄道駅からはチェリャビンスク行のほかにサマーラ行、モスクワ行、ベルリン行などの列車も出ている。空港はチェリャビンスクの空港を使用する。
市内交通はバスとタクシーが中心だが、2路線からなる路面電車（ズラトウースト市電）も大きな役割を果たす。

## 出身者
スピードスケート選手でオリンピック金メダリストのリディア・スコブリコーワ、世界チェスチャンピオンのアナトリー・カルポフ、ソ連邦元帥となった軍人ボリス・シャポシニコフらはズラトウースト出身である。